# Дмитриевский, Сергей Васильевич
Сергей Васильевич Дмитриевский (12 августа 1893, Холм, Люблинская губерния — 23 мая 1964, Стокгольм) — публицист, общественный деятель, советский дипломат.

## Биография
Окончил юридический факультет Петербургского университета в 1919 г.. Сотрудничал в различных периодических изданиях, входил в состав редакции журнала «Русское богатство». Работал в Центральном Военно-промышленном комитете, затем в системе народного просвещения.
До революции 1917 года — член партии эсеров.
Член партии народных социалистов. Участник белого движения, член «Союза возрождения России».
В 1919 году вступил в РКП(б). Работал на дипломатической службе. В 1923 году — генеральный секретарь советского торгпредства в Берлине. В 1924 г. первый секретарь советского посольства в Афинах. В том же году он назначается на должность управляющего делами Народного комиссариата иностранных дел. С 1927 года — советник советского посольства в Стокгольме, откуда в 1930 году бежал и стал невозвращенцем.
Некоторое время жил в Париже. В 1930-е годы участвовал в движении младороссов. Выступал с докладами на собраниях редакции еженедельника «Дни» Союза младороссов. В 1933 году, по приглашению А.Казем-Бека, выступил в зале Социального музея с докладами перед французской и русской аудиториями. Сотрудничал в берлинской газете «Руль», в журналах «Завтра» (1933) и «Утверждения» (1931—1932), газете «Младоросская искра». Вернулся в Швецию. Преподавал русскую историю в Высшей торговой школе в Стокгольме.
Участник антисемитского конгресса в Нюрнберге в 1934 г.
По утверждениям некоторых современных авторов, Дмитриевский был тайным советским агентом.
В 1940 году Дмитриевский обратился к Рейнхарду Гейдриху с призывом не препятствовать естественному развитию СССР в национал-социалистический режим. Это вызвало подозрения Гейдриха в том, не является ли Дмитриевский советским агентом, цель которого — предотвратить военные действия Германии против СССР.
С 1951 г. работал в Государственном архиве Швеции. В 1957 г. получил гражданство Швеции.

## Взгляды
Написал три книги, в которых отстаивал идеи «национал-коммунизма» («национал-большевизма»). Особое место в трудах Дмитриевского занимает вопрос о Сталине, которого тот считал выразителем «национал-коммунизма», создающим почву для рождения новой Российской империи. Книги Дмитриевского имели большой резонанс в эмиграции, оказав влияние на евразийцев и младороссов.
В 1934 г. на шведском вышла книга «Люди и дела» с апологетикой Гитлера.

## Отзывы
Л. Д. Троцкий в своей книге «Сталин» приводит следующую характеристику Дмитриевского:
Дмитриевский — бывший советский дипломат, шовинист и антисемит, временно присоединившийся к сталинской фракции в период её борьбы против троцкизма, затем перебежавший за границей на сторону правого крыла белой эмиграции. Замечательно, что и в качестве открытого фашиста Дмитриевский продолжает высоко ставить Сталина, ненавидеть его противников и повторять все кремлёвские легенды
Б. Г. Бажанов в книге «Воспоминания бывшего секретаря Сталина» приводит такие строки:
Кстати, как пишется история: в 1929 году, очутясь за границей, я эту сцену описал в печати; каково было мое удивление, когда в 1932 году в книжке "Советские портреты" Дмитриевского, советского дипломата, бежавшего от Советов, был приведен весь мой текст, но вслед за этим по Дмитриевскому Молотов принял вызов. Спокойно улыбнулся. Тихо, как всегда, немного заикаясь, сказал: "Не всем быть гениями, товарищ Троцкий; _а сильнейший всегда тот, кто побеждает_". Конечно, ничего подобного Молотов не добавлял, но для Дмитриевского 1932 года Троцкий был фанатический и исступленный еврейский революционер, а Молотов - твердый и превосходный руководитель нового курса России, будто бы вступившей на путь патриотизма и национализма; откуда это вымышленное добавление).

## Сочинения
- Судьба России. (Берлин, 1930)
- Сталин. Предтеча национальной революции. (Берлин, 1931)
- Советские портреты. — Берлин, 1932. — 303 с.